# 大桥徐氏宅
大桥徐氏宅，位于江苏省扬州市江都区，是中华人民共和国江苏省文物保护单位之一。
2011年12月30日，授予江苏省文物保护单位，是一座古建筑。